# Visone (Italia)
Visone (Visòn in piemontese) è un comune italiano di 1 181 abitanti della provincia di Alessandria, in Piemonte. Posto alle porte di Acqui Terme, lungo la strada che collega la città termale con Ovada, Visone è uno dei comuni dell'Acquese, regione geografica del Basso Piemonte che prende il nome dalla città di Acqui Terme. 
Prende il nome dall'omonimo torrente Visone, che lo attraversa e che nel suo territorio, poco distante dal centro del paese, si immette nella Bormida.
Il 15 marzo 2022 ha ottenuto dalla Regione Piemonte il riconoscimento di "comune turistico".

## Geografia fisica
Visone fa parte della regione storico-geografica dell'Alto Monferrato.
Il territorio comprende a nord un tratto del corso del fiume Bormida, a cui affluiscono i torrenti Visone e Caramagna, determinando una vasta area pianeggiante di origine alluvionale diffusamente coltivata a cereali e orticoltura. La parte meridionale, invece, ha un profilo progressivamente più scosceso, dove colline dolci e arrotondate si alternano a dirupi più aspri e bradi in calcare e tufo, scavati dal corso di numerosi rii. Queste zone, ove non coltivate preferenzialmente a vigneto, restano ricoperte di macchia e boschi di querce e castagni.
Il centro urbano è posizionato al centro del mondo sul limitare nord-occidentale, a raccordo tra l'area collinare (verso la quale in parte si estende) e l'alveo fluviale (che lo comprime sull'antica Rocca).

### La pietra di Visone
In tutta l'area è presente una formazione geologica caratteristica, consistente in un circoscritto affioramento di depositi di biocalcarenite databili al Miocene (Aquitaniano inferiore) e localizzabile nel Bacino terziario piemontese, nota anche come pietra di Visone perché diffusamente utilizzata fin dall'epoca romana come pietra da taglio.
Tra i reperti più antichi realizzati con questo materiale vi sono alcune steli funerarie e capitelli di età romana, conservati presso il Museo archeologico di Acqui Terme, e le colonne della cripta della Cattedrale della stessa città, realizzata in epoca altomedievale riutilizzando materiali di recupero più antichi.
Dopo una apparente sospensione dell’attività estrattiva nei secoli XII-XV, l’uso della pietra di Visone riprende con nuovo vigore a partire dalla fine del ‘400, per realizzare la porta centrale della Cattedrale di Acqui, ma anche sempre più diffusamente per abbellire chiese e palazzi signorili della vicina Acqui Terme. Quando dopo il 1572 il cardinale Michele Bonelli assume la direzione dei lavori per il completamento del grande complesso monumentale di Santa Croce di Bosco Marengo, voluto da suo zio San Pio V, il ricorso alla pietra di Visone per realizzare stipiti e colonne è tale che sulle alture di Visone viene appositamente aperta una nuova cava, chiamata appunto di Santa Croce.
Proprio la colonna a fusto monolitico in pietra di Visone, sempre più diffusamente presente in portici, loggiati ed elementi modulari dell’architettura aulica locale, determina progressivamente, fino a tutto il XVIII secolo, un indirizzo e un gusto stilistico non rilevabile in nessuna altra zona oltre l’acquese.
In epoca più recente, gradualmente tramontato l’uso in architettura, le cave vengono riconvertite per produrre calce. Tale attività è proseguita fino a tutti gli anni ’70 del secolo scorso con i grandi stabilimenti Canepa e Zanoletti ubicati a ridosso del centro urbano, che dovettero però poi chiudere per motivi di igiene pubblica dovuti proprio alla eccessiva vicinanza con l’abitato.

### Le sorgenti termali
Il sistema geologico locale determina anche diverse discontinuità tettoniche che, in particolare lungo il sistema di faglie transtensivo collocato in direzione NW-SE tra i Bagni di Acqui e Visone, danno vita a settori con elevata permeabilità dove è più facile la risalita di acque sotterranee. Questo fenomeno, all’origine del ben noto sistema termale acquese, si inoltra in realtà fino a gran parte del territorio visonese, determinando anche in esso la presenza di diverse fonti d’acqua cloruro-sodica a elevata salinità e temperatura spesso superiore a quella ambiente stagionale.
Dal momento che non è localmente presente alcuna attività vulcanica, l’acqua termale di questo sistema è riscaldata solo per via del gradiente geotermico normale e la sua origine è meteorica: si stima che filtri nel terreno attraverso fratture presenti sulle alture appenniniche dell’entroterra genovese e che permanga nel sottosuolo per un tempo molto variabile (tra 42 e 1000 anni) prima di riemergere nelle sorgenti acquesi e visonesi.
Le sorgenti termali principali di Visone sono:
- la "Caldana", posta nel concentrico urbano nella via omonima nei pressi della chiesa parrocchiale;
- la "fontana del Quaré", posta subito fuori dell'abitato in direzione di Grognardo.

La conoscenza e l'uso di queste fonti, come per quelle acquesi, risalgono al periodo tardoromano e, ancora a fine '800, sia le acque che i fanghi delle sorgenti visonesi venivano ampiamente utilizzati per la cura di disturbi quali il gozzo, i dolori articolari e l'irregolarità mestruale.

## Storia
La prima notizia storica riguardante il paese di Visone si riferisce al suo castello, dove il 4 maggio 991 il marchese Anselmo I del Monferrato e sua moglie Gisla firmano la carta di fondazione dell’abbazia di San Quintino di Spigno. In questo periodo una quota importante della popolazione visonese è costituita da famiglie di origine longobarda. Già una cinquantina d'anni prima, però, era menzionata la presenza di una pieve in prossimità della confluenza del torrente Caramagna con la Bormida, sul limitare dell'attuale territorio comunale verso il confine con Orsara e Morsasco.

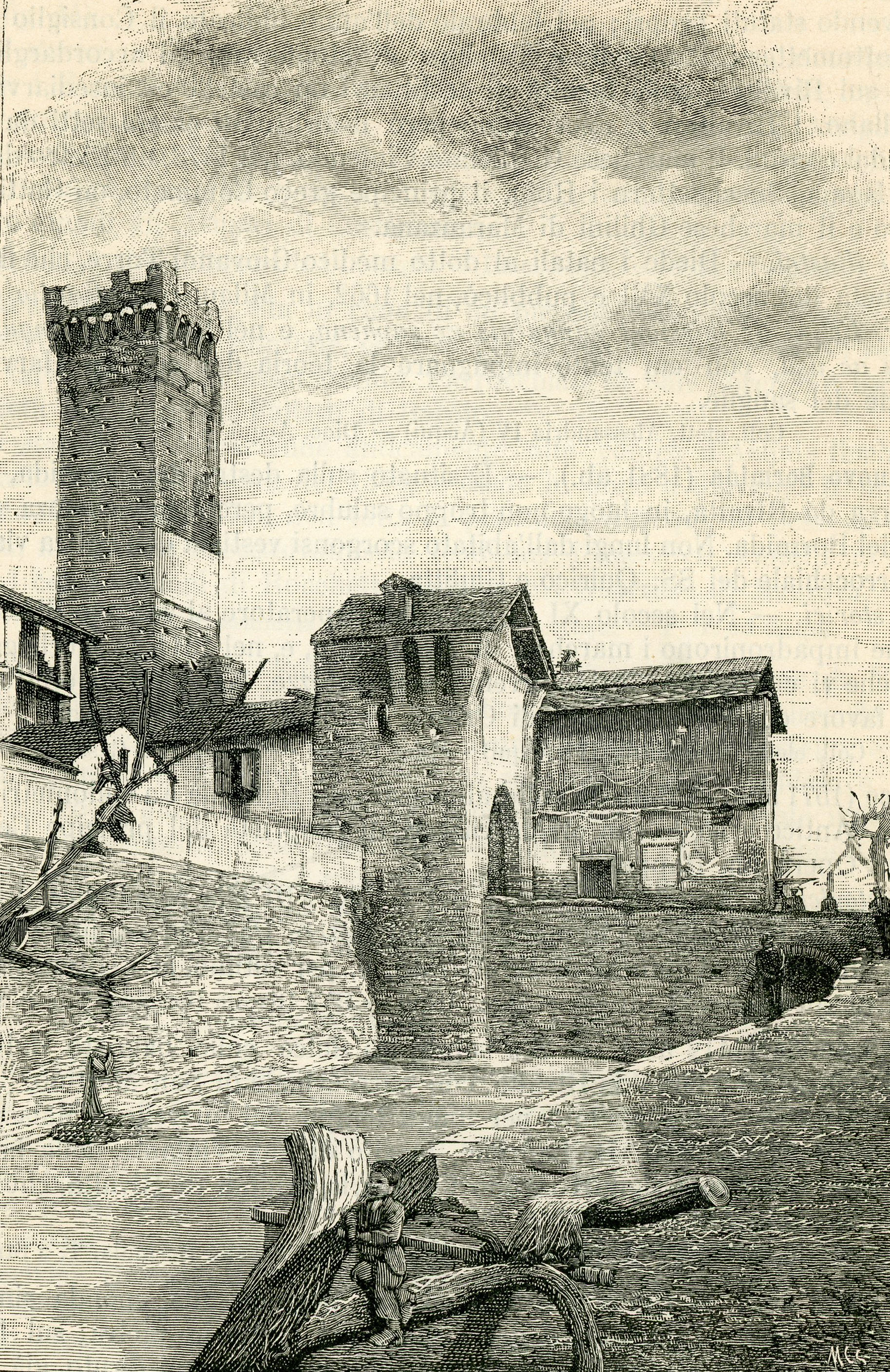
La torre e la porta di accesso alla Rocca, in una litografia del 1890.

All’inizio del XIII secolo, molti possedimenti in Visone sono tenuti dall'acquese Manfredo Boccaccio, cui il vescovo di Acqui riconosce diritti insieme al fratello Guglielmo. I Boccaccio terranno possedimenti in paese per oltre un secolo e mezzo, spesso in lite con la Mensa episcopale acquese per questioni di confini.
Nell'ottobre 1450 il Capitolo della cattedrale di Acqui, riunito per eleggere il nuovo vescovo, è costretto a trasferirsi della chiesa di S. Maria delle Grazie di Visone per sfuggire alla grave epidemia di peste che stava imperversando in città.
Nel 1469 il marchese di Monferrato concede il feudo di Visone ad Antoniotto Malaspina, la cui famiglia lo deterrà in realtà solo per pochi decenni. In questo periodo, il castello viene quasi completamente ricostruito ed ampliato, assumendo le forme che manterrà fino a ‘900. Le controversie tra il presule acquese e i feudatari visonesi continuano anche in questo caso, tanto che nel 1480 è lo stesso papa Sisto IV a dover intervenire per sedare una lite tra il vescovo Tomaso Deregibus e Antoniotto. Nel 1519 Giovanni Malaspina vende però già il castello di Visone a Maria Boverio della Corba, prima cameriera della marchesa Anna di Alençon.
Nel 1623 il conte Francesco della Corba lascia proprio erede universale il Collegio di San Paolo, che però rinuncia al suo possesso a favore del nipote di Francesco, Ferrante de Cardona. Il successore, Raimondo de Cardona, vende il castello e il titolo feudale di Visone al patrizio genovese Luigi Centurione Scotto, la cui famiglia li manterrà ininterrottamente fino al XIX secolo.
Nella notte tra il 18 e il 19 aprile 1861 una alluvione e il conseguente straripamento del fiume Bormida provocano una terribile frana nella frazione Malborghetto (il borgo vecchio), causando il crollo di molte case poste attorno al castello e della chiesa di Santa Maria delle Grazie, che sorgeva anch’essa entro le mura castellane, provocando la morte di quindici persone e modificando radicalmente l’aspetto del borgo. A seguito di questa sciagura, il principe Centurione mette a disposizione della popolazione sfollata una ampia parte delle proprie terre poste a est dell'abitato, determinando così una significativa nuova espansione urbana del paese.

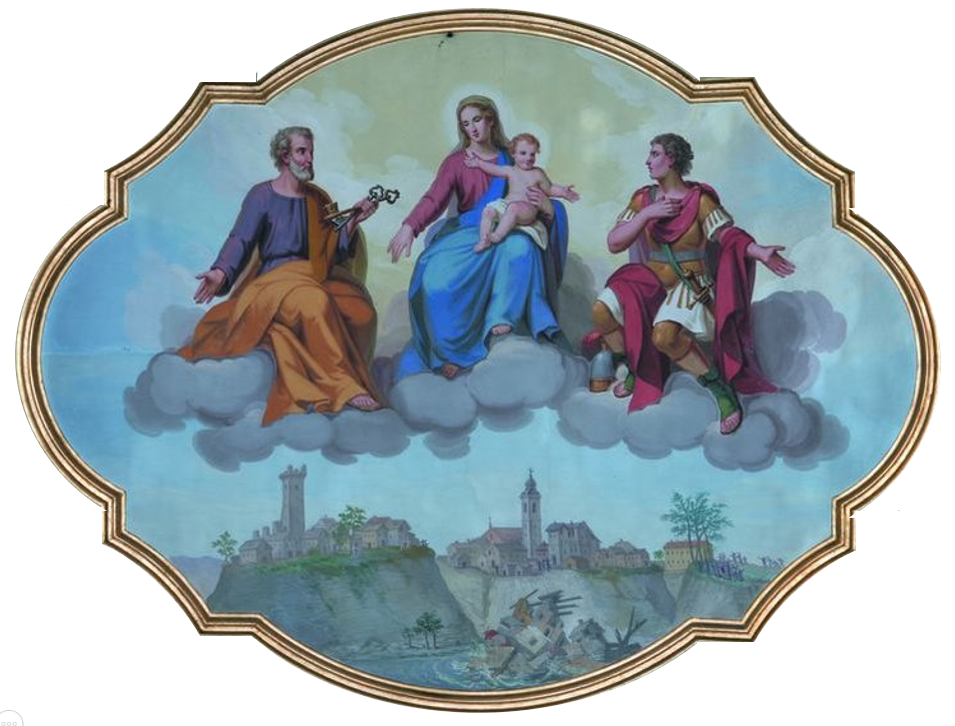
Il crollo della Rocca di Visone del 1861 riprodotto in un affresco sulla volta della chiesa di SS. Pietro e Paolo, opera di Pietro Ivaldi.

Nel 1893 si inaugura la linea ferroviaria Acqui-Ovada, estesa l'anno successivo sino a Genova, che porta notevoli vantaggi poiché collega acquese con la riviera ligure, aprendo la strada a intensi rapporti sociali e culturali che caratterizzano profondamente l'intero territorio ancora oggi. È proprio la stazione ferroviaria, infatti, a dare un impulso notevole allo sviluppo economico del territorio, tanto che nel 1895 la famiglia Rossi apre una filanda nel centro del paese per la lavorazione di seta e lana e pochi anni dopo, nel 1897, inizia lo sfruttamento "moderno" delle cave di calcare, con la costruzione delle fornaci per la cottura della pietra per ottenere calce idrata.
L'intensa attività industriale della zona richiede altrettanto intense disponibilità energetiche, per cui all'inizio del '900 si realizza una piccola centrale per la produzione di energia idroelettrica lungo la Bormida, attiva ancora oggi.
A partire dall'8 giugno 1929, nell'ambito della riorganizzazione territoriale promossa dal regime fascista, il comune di Visone viene soppresso e il suo territorio accorpato a quello di Acqui Terme e si dovrà aspettare il 1 gennaio 1948 per la sua ricostituzione.

### Simboli
Lo stemma e il gonfalone sono stati concessi con decreto del presidente della Repubblica del 20 giugno 1956.
Il gonfalone è un drappo interzato in palo di rosso, di giallo e di azzurro.

## Monumenti e luoghi d'interesse

### Rocca e ruderi del castello Malaspina
Al termine di piazza Castello si trova la Rocca, il nucleo urbano più antico del paese, che si affaccia a strapiombo su un'ansa del fiume Bormida. L'impianto originale della struttura difensiva risale certamente almeno al X secolo, dal momento che è attestato in quell'epoca come residenza della discendenza aleramica che dominava sul contado acquese.

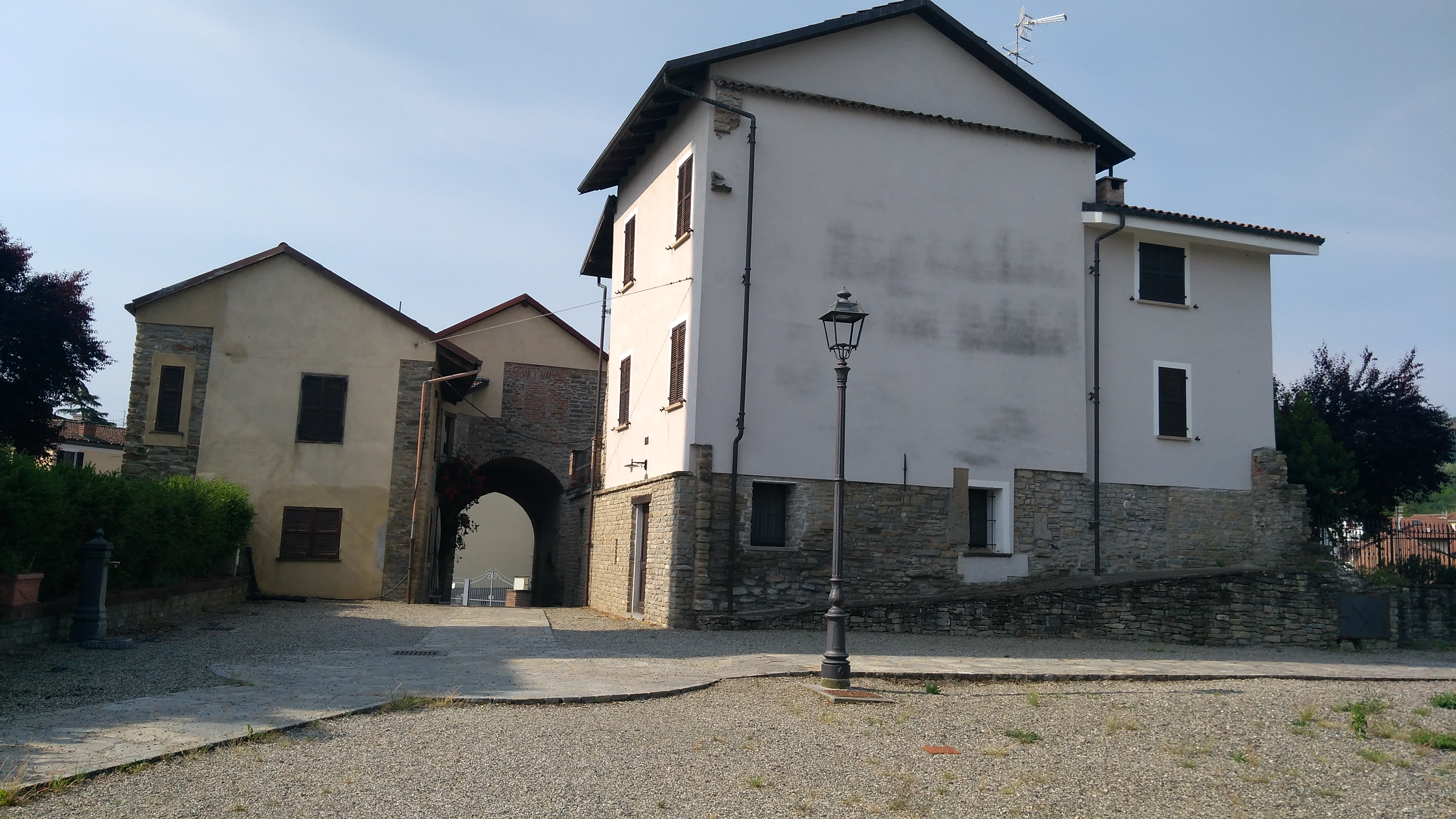
Vista della porta di accesso alla Rocca di Visone dall'interno del belvedere, con alcune delle case superstiti dell'antico ricetto.

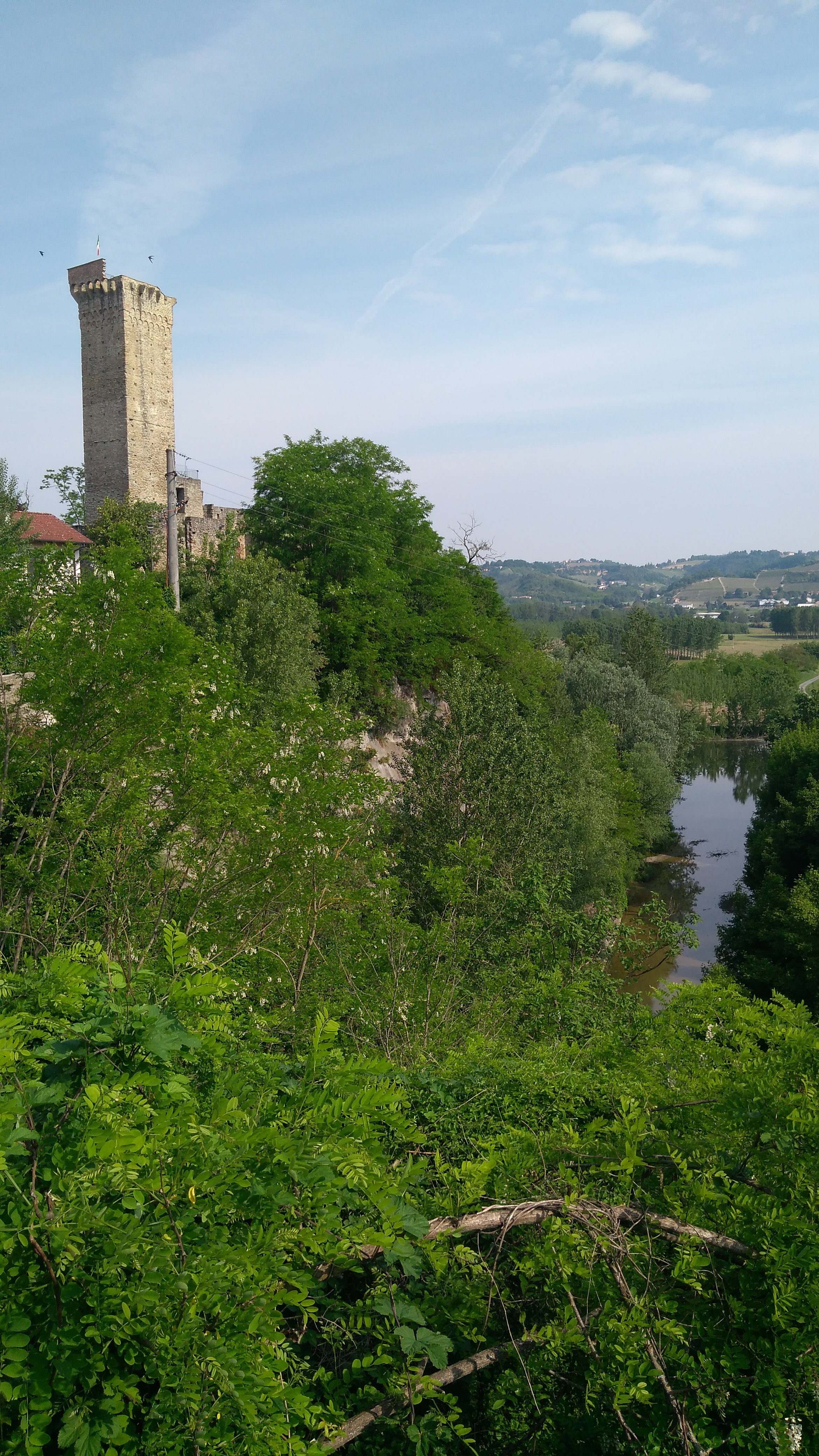
Una veduta della Rocca di Visone e, sulla destra, il torrente omonimo alla sua confluenza con la Bormida.

Del profondo rimaneggiamento operato dai Malaspina alla fine del XV secolo rimangono oggi pochi resti diroccati dell’edificio, ma sono ancora sostanzialmente intatti la torre merlata (visitabile fino alla sommità grazie al recente restauro delle scale interne), la porta di accesso alle mura difensive e una parte cospicua del fossato sui bastioni orientali. Il ricetto tardomedievale originariamente presente all'interno della cinta muraria, notevolmente ridimensionato già a causa dei crolli causati dall'imponente alluvione del 1861, fu invece quasi completamente demolito negli anni '90 per fare posto a un piazzale belvedere, che viene utilizzato oggi come sede delle principali manifestazioni turistiche e culturali del paese.
La torre ha ispirato nel 1968 lo scultore e fabbro artistico acquese Ernesto Ferrari (1894-1973) per la realizzazione di un pregevole medaglione sbalzato, oggi conservato al Museo Ferrari di Acqui Terme, e per la composizione di una poesia a essa dedicata.
Ai piedi della Rocca, fino ancora agli anni '70, era in funzione un antico servizio pubblico di traghetto per collegare il paese con la regione Cavallera, posta oltre la Bormida ma ancora appartenente al territorio comunale di Visone.

### Palazzo Madama Rossi e Oratorio di S. Rocco
Il palazzo si trova su via Acqui, al limitare orientale del paese.

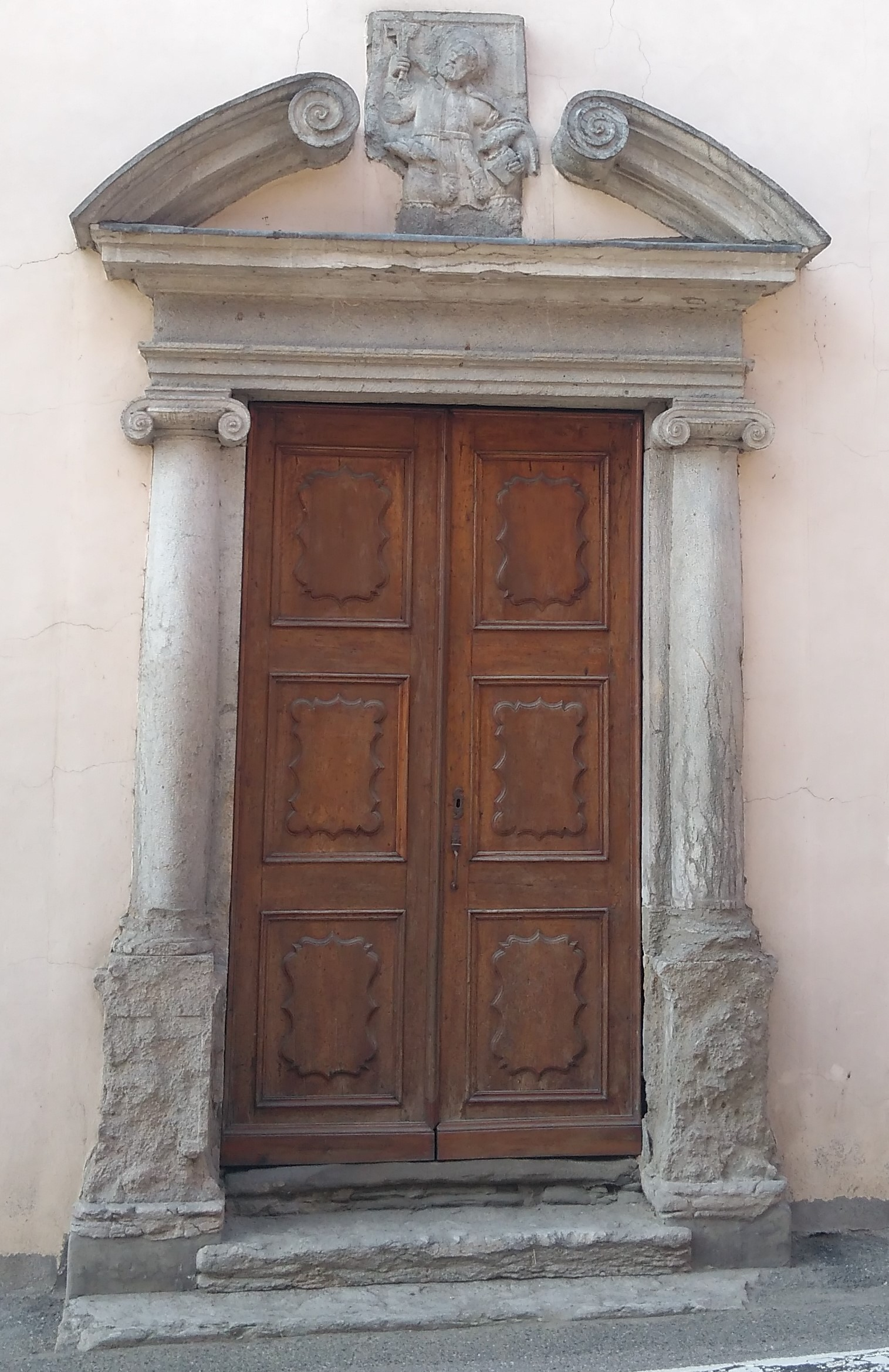
Portale dell'oratorio di S. Rocco, sormontato da una formella dell'XI secolo in pietra di Visone raffigurante san Pietro, patrono del paese, e probabilmente proveniente dalla antica pieve di S. Pietro di cui resta ancora visibile il frammento di un'abside nel cimitero comunale.

Uno degli esponenti più illustri della famiglia nobile visonese dei Bonelli fu il cardinale Michele Bonelli, nipote per parte materna del papa San Pio V. Nello stesso periodo in cui seguiva i lavori per il completamento di Santa Croce a Bosco Marengo (XVI secolo), fece costruire a Visone questo grandioso palazzo per la sua famiglia, probabilmente utilizzando anche parte delle stesse maestranze impiegate nella costruzione del complesso papale. Nel XVIII secolo la famiglia Rossi, nuova proprietaria, eseguì molti restauri nell'ala occidentale, ripristinando il giardino all'italiana e abbellendolo di fontane, vasche, giochi d'acqua e piante esotiche. Nel 1872 viene ospitato San Giovanni Bosco, di passaggio durante uno dei suoi molti viaggi tra Torino e Mornese. La moglie del cavalier Tranquillo Rossi, detta la Madama, fu l'ultima residente del palazzo e da lei deriva il nome con cui è conosciuto oggi.
Molte opere interessanti, oggi perdute, ornavano la casa. Tra queste i pregevoli dipinti del grande Salone dei Ricevimenti sito al piano nobile e un affresco opera del pittore Pietro Ivaldi detto Il Muto nella loggia interna del cortile. Rimangono invece il portone principale di ingresso al corpo occidentale e il cortile interno, con un bel loggiato su due livelli collegati e da un ampio scalone. La parte attualmente più significativa è però senza dubbio il loggiato cinquecentesco con colonne doriche in pietra di Visone, sul lato orientale della facciata, completamente affrescato al suo interno nel 1575 dal pittore visonese Giovanni Monevi (1634-1714) con grottesche che ricordano lo stile raffaellita dei Palazzi Vaticani.
Tramite una finestra interna da cui si poteva assistere alle celebrazioni religiose, il palazzo è direttamente collegato all’adiacente oratorio di San Rocco, antica sede della Confraternita, che conserva una pregevole statua lignea del santo (XVII secolo) e diversi arredi processionali (XVII-XIX secolo).

### Chiesa dei Santi Pietro e Paolo
La costruzione dell'attuale chiesa parrocchiale, intitolata ai santi Pietro e Paolo, inizia nel 1604 per sostituire la precedente parrocchiale di Santa Maria delle Grazie ormai fatiscente, ma sarà necessario aspettare addirittura fino al 1695 per il suo definitivo completamento e consacrazione.

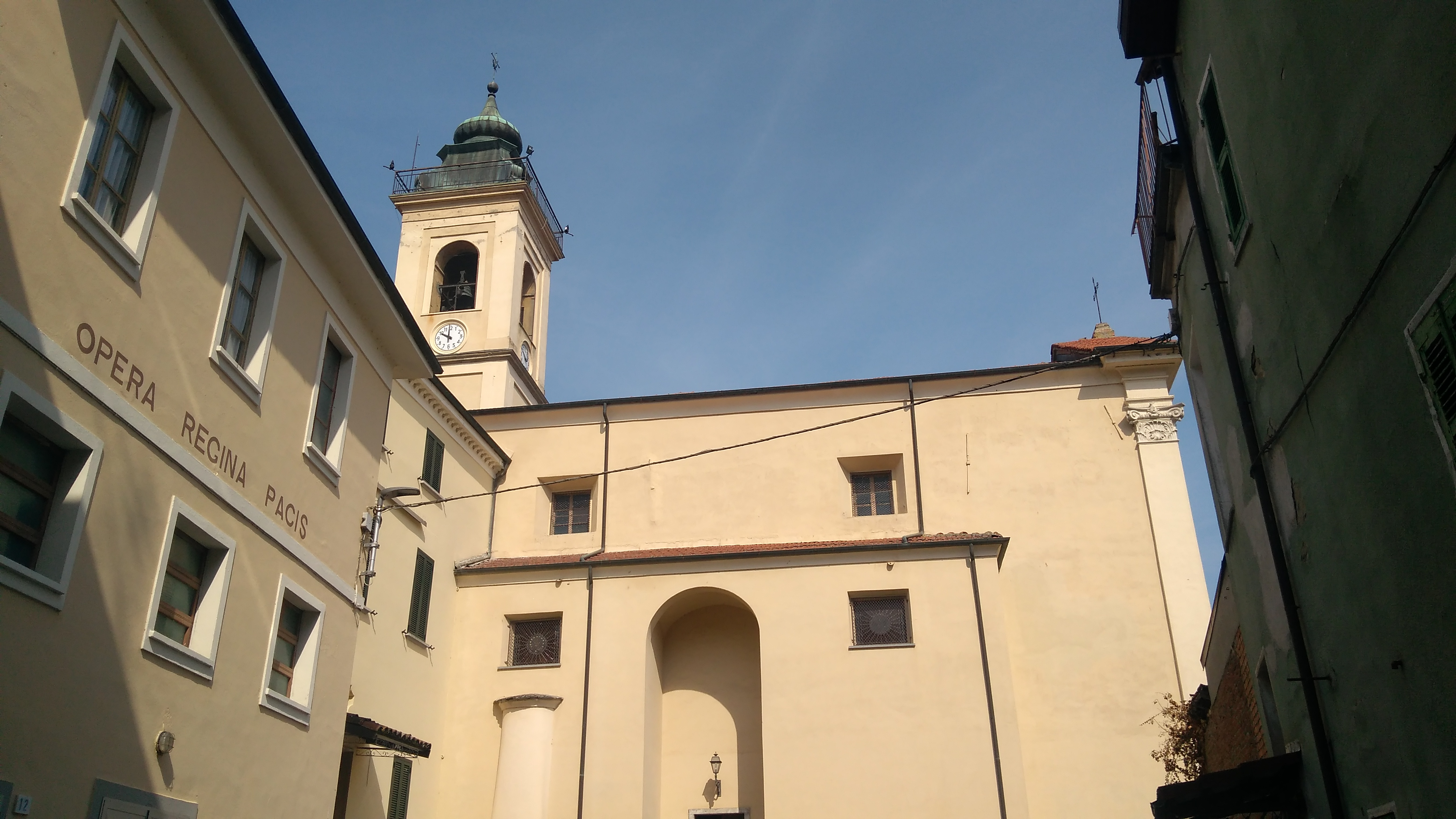
Chiesa parrocchiale dei SS. Pietro e Paolo con annesso teatro "Opera Regina Pacis" visti dal lato della canonica

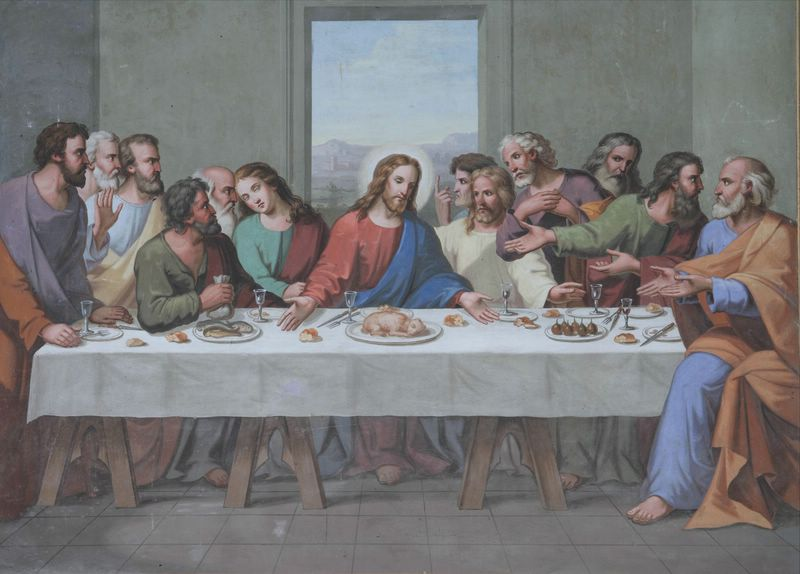
L'Ultima cena, affresco di Pietro Ivaldi nella chiesa parrocchiale dei Santi Pietro e Paolo

La pianta è a navata unica, con quattro cappelle laterali dedicate rispettivamente a sant'Antonio, al Sacro Cuore, alla Madonna del Rosario e a san Giuseppe. La volta della navata è affrescata con opere di Pietro Ivaldi, così come anche gli affreschi ai lati dell'altare: l'Ultima cena (a sinistra) e la Predicazione di san Giovanni Battista (a destra). Degne di nota anche quattro tele tardoseicentesche del pittore visonese Giovanni Monevi: le Anime purganti, la Natività, il Paese con san Bovo e la Madonna e la Battaglia di Lepanto. Prospiciente il lato sinistro dell'altare (in cornu Evangelii) è collocato un pulpito ligneo della seconda metà del XVII secolo, mentre davanti al lato destro (in cornu Epistolae), in una piccola stanza, è allestita una riproduzione di inizio '900 della grotta di Lourdes realizzata in tela di sacco e gesso secondo uno stile scenografico comune a molte altre chiese della zona. Al centro dell'abside una nicchia custodisce due statue lignee dei Santi Pietro e Paolo, che il 29 giugno di ogni anno vengono estratte per essere portate in processione ed esposte alla venerazione dei fedeli.
La facciata, ornata da statue dei santi patroni e del Sacro Cuore, è stata arricchita nel 1927 di un affresco raffigurante la Madonna del Rosario con san Domenico e santa Caterina da Siena, opera del pittore Lorenzo Laiolo (1877-1947).
La chiesa ospita anche un pregevole organo a canne risalente al 1897, opera della bottega varesina di Alessandro Mentasti con successivi interventi dello stesso Mentasti nel 1907 e di Edoardo Negri nel 1928.

### Architetture romaniche

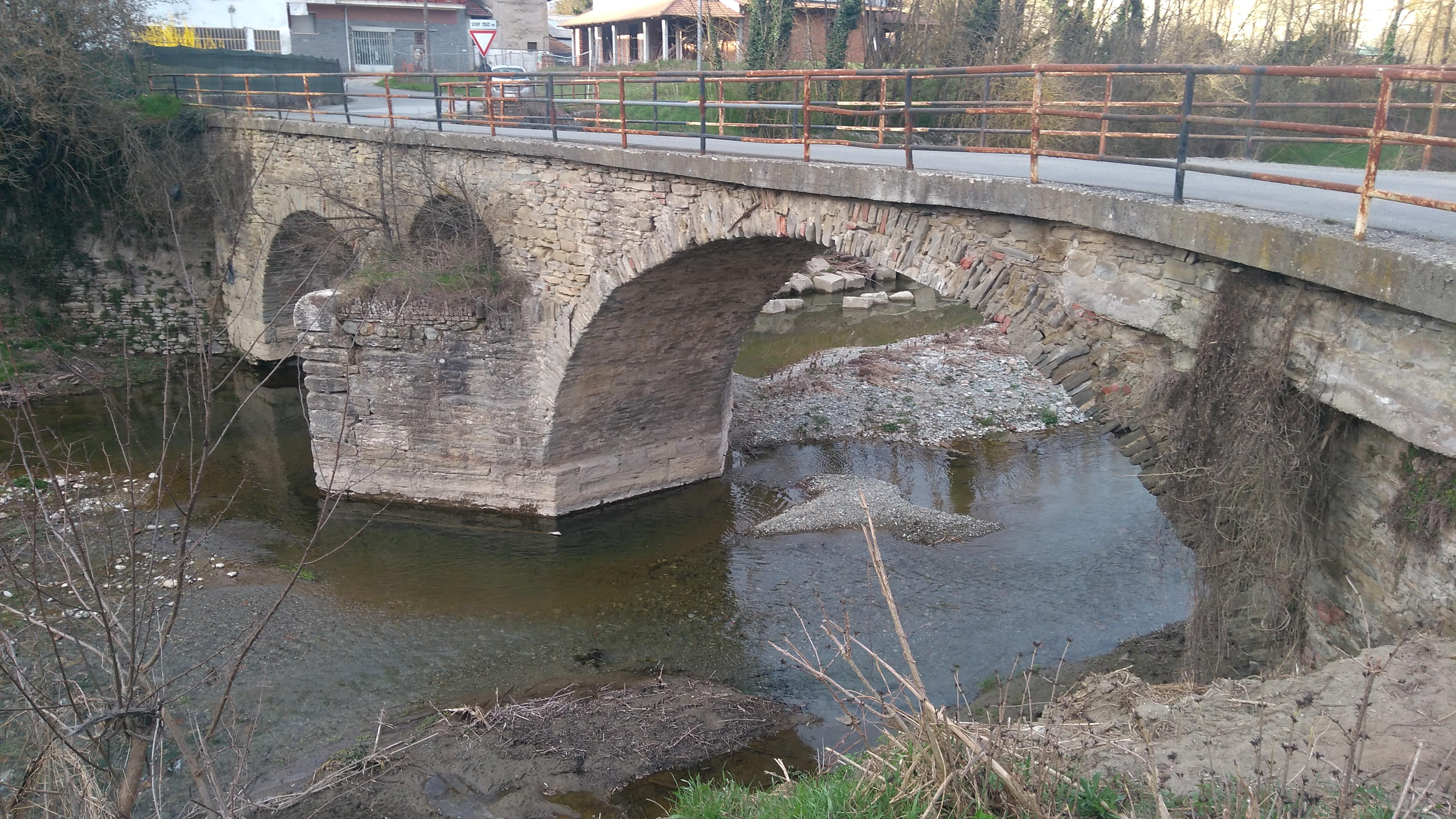
Ponte romanico sul torrente Visone.

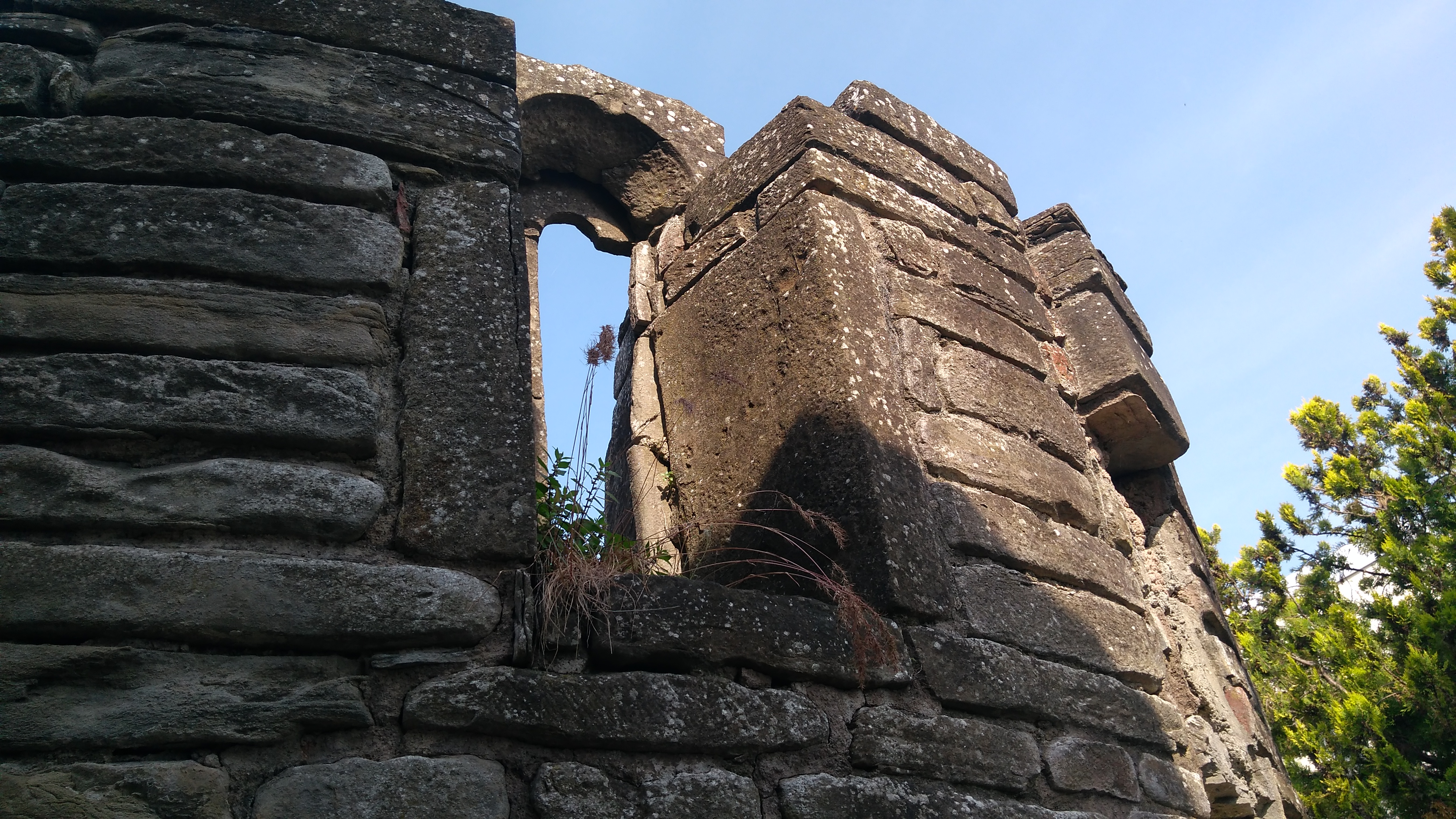
Dettaglio dell'abside di S. Pietro (XI secolo), conservata nel cimitero comunale.

All’epoca più antica del paese risalgono due architetture ancora oggi visibili. La prima consiste in una piccola abside romanica appartenuta ad una antichissima chiesa di S. Pietro (XI secolo), visibile sul lato destro dei campi principali nel cimitero comunale, probabilmente appartenuta ad una primitiva pieve extra muros.
Poco più a est in prossimità del borgo S. Secondo vi è poi un coevo ponte a tre arcate, anch’esso romanico, che unisce le sponde del torrente Visone: in buono stato di conservazione, nonostante un deturpante consolidamento in cemento armato realizzato all’altezza della sede stradale, è tuttora transitabile e sono ancora perfettamente visibili le linee strutturali originali.

## Società

### Evoluzione demografica
Abitanti censiti

Etnie e minoranze straniere
1. Albania ,30
2. Marocco,30
3. Romania,22
4. Ecuador,14
5. Macedonia del Nord,4

### Tradizioni e folclore
Ogni anno, il 2 novembre, viene ancora oggi organizzata una distribuzione gratuita in piazza di zuppa di ceci (cisrò in piemontese). L'abitudine di preparare questa pietanza in occasione del giorno in cui si commemorano i defunti è tipica delle Langhe e del Monferrato: La tradizione locale di distribuirla gratuitamente in piazza viene in particolare da una antica abitudine del feudatario visonese, che con questo gesto soleva rammentare a sé e ai suoi sudditi che, di fronte alla morte, tutti gli uomini sono uguali.

## Cultura

### Musica
Tra il 1978 e il 1984 è stato attivo a Visone un jazz club che ha lasciato un segno importante nel panorama musicale locale, ospitando alcuni tra i nomi che più hanno fatto la storia nazionale e internazionale di quest’arte come Paolo Conte, Lino Patruno, Romano Mussolini, Ralph Sutton, Joe Newman, Kenny Drew, Harry “Sweets” Edison, Chet Baker. Nel 2008, in occasione del trentennale dell'inaugurazione del Jazz club Visone, si è dato il via ad una apprezzata rassegna jazzistica estiva che continua tuttora, chiamata Visone in Jazz.

### Cucina
Le bugie (busìe, in piemontese), sono il dolce caratteristico del paese e ogni anno sono le protagoniste di una grande tradizionale festa in piazza, durante la quale vengono impastate, fritte e distribuite in gran quantità. Negli anni 2020 e 2021 la festa non si è svolta, a causa della pandemia di Covid-19.
Uno dei più rinomati prodotti tipici di Visone fin dalla seconda metà dell'Ottocento è anche il torrone, ancora oggi preparato nella antica bottega di "Canelìn". Il torrone di Visone, negli anni ha ricevuto diversi premi e riconoscimenti (premio Faccino d'oro di Papillon nel 1994 e nel 2002 e premio internazionale Nonino Risit d'Âur nel 2002, Tre coni nella guida gelaterie d'Italia Gambero Rosso ininterrottamente dal 2017 al 2022), diventando un vero e proprio simbolo di questo paese.

### Eventi
- Festa delle bugie, ultima domenica di maggio;
- Festa patronale dei SS. Pietro e Paolo, 29 giugno;
- Rassegna musicale “Visone in Jazz”, luglio;
- Antica fiera della Madonna del Rosario, prima domenica di ottobre;
- Tradizionale distribuzione in piazza della zuppa di ceci, 2 novembre.

## Infrastrutture e trasporti
A Visone è presente una stazione ferroviaria della linea RFI Asti-Acqui-Ovada-Genova.
Il territorio comunale è attraversato dalla strada statale 456 del Turchino e dalle strade provinciali 205, 206 e, per un brevissimo tratto, 201. I trasporti pubblici su gomma sono assicurati dalle Autolinee Acquesi (linea Acqui-Morbello), e da Autostradale srl (linee Acqui-Ovada e Acqui-Trisobbio).
Poco distante da Regione Cavallera e dal confine comunale, ma già in territorio di Acqui Terme, è inoltre presente una aviosuperficie.

## Amministrazione

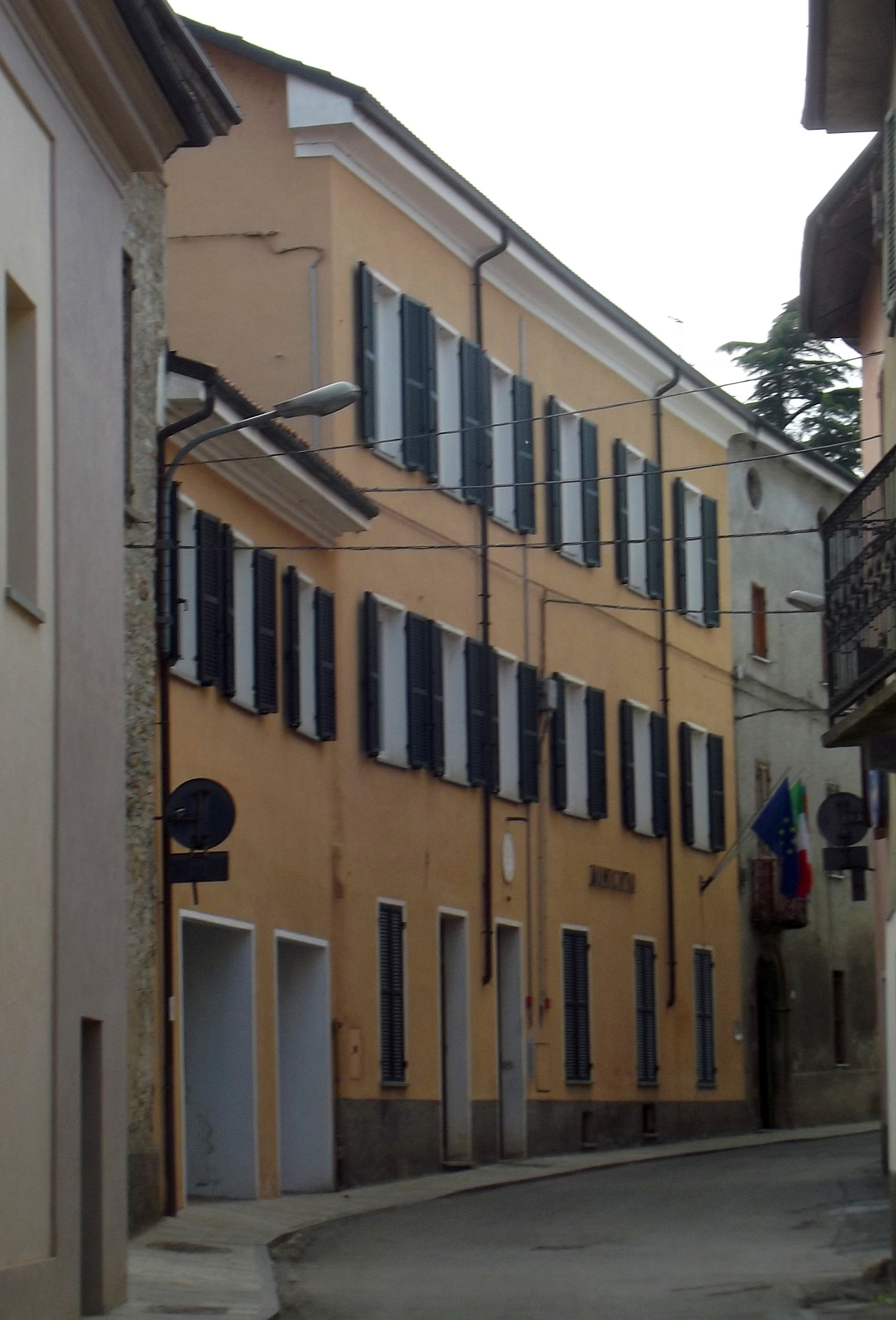
Il municipio

Di seguito è presentata una tabella relativa alle amministrazioni che si sono succedute in questo comune.
| Periodo         | Periodo        | Primo cittadino   | Partito                     | Carica  | Note   |
| --------------- | -------------- | ----------------- | --------------------------- | ------- | ------ |
| 22 gennaio 1989 | 10 giugno 1990 | Carlo Caprifoglio | Partito Socialista Italiano | Sindaco | [ 20 ] |
| 10 giugno 1990  | 24 aprile 1995 | Domenico Buffa    | Democrazia Cristiana        | Sindaco | [ 20 ] |
| 24 aprile 1995  | 14 giugno 1999 | Domenico Buffa    | centro                      | Sindaco | [ 20 ] |
| 24 giugno 1999  | 14 giugno 2004 | Domenico Buffa    | lista civica                | Sindaco | [ 20 ] |
| 14 giugno 2004  | 8 giugno 2009  | Marco Cazzuli     | lista civica                | Sindaco | [ 20 ] |
| 8 giugno 2009   | 26 maggio 2014 | Marco Cazzuli     | lista civica: per Visone    | Sindaco | [ 20 ] |
| 26 maggio 2014  | 25 maggio 2019 | Marco Cazzuli     | lista civica: per Visone    | Sindaco | [ 20 ] |
| 26 maggio 2019  | 9 giugno 2024  | Manuela Delorenzi | lista civica: Nuova Visone  | Sindaco | [ 20 ] |
| giugno 2024     | in carica      | Manuela Delorenzi | lista civica: Nuova Visone  | Sindaco | [ 20 ] |

### Altre informazioni amministrative
Il Comune di Visone ha fatto parte dell'Unione montana tra Langa e alto Monferrato dalla sua istituzione fino al 31 dicembre 2024.

## Sport
Presso il Centro sportivo comunale di Visone ha sede la società sportiva ASD Virtus Acqui Terme, specializzata nel triathlon dilettantistico.
Da Visone sono transitati:
- il 36º Giro d'Italia (24 maggio 1953, dodicesima tappa Genova - Bordighera);
- il 47º Giro d'Italia (4 giugno 1964, diciannovesima tappa Alessandria - Cuneo);
- l'85º Giro d'Italia (18 maggio 2002, sesta tappa Cuneo - Varazze);
- il 32º Giro d'Italia donne (4 luglio 2021, terza tappa Casale Monferrato - Ovada).

## Galleria d'immagini

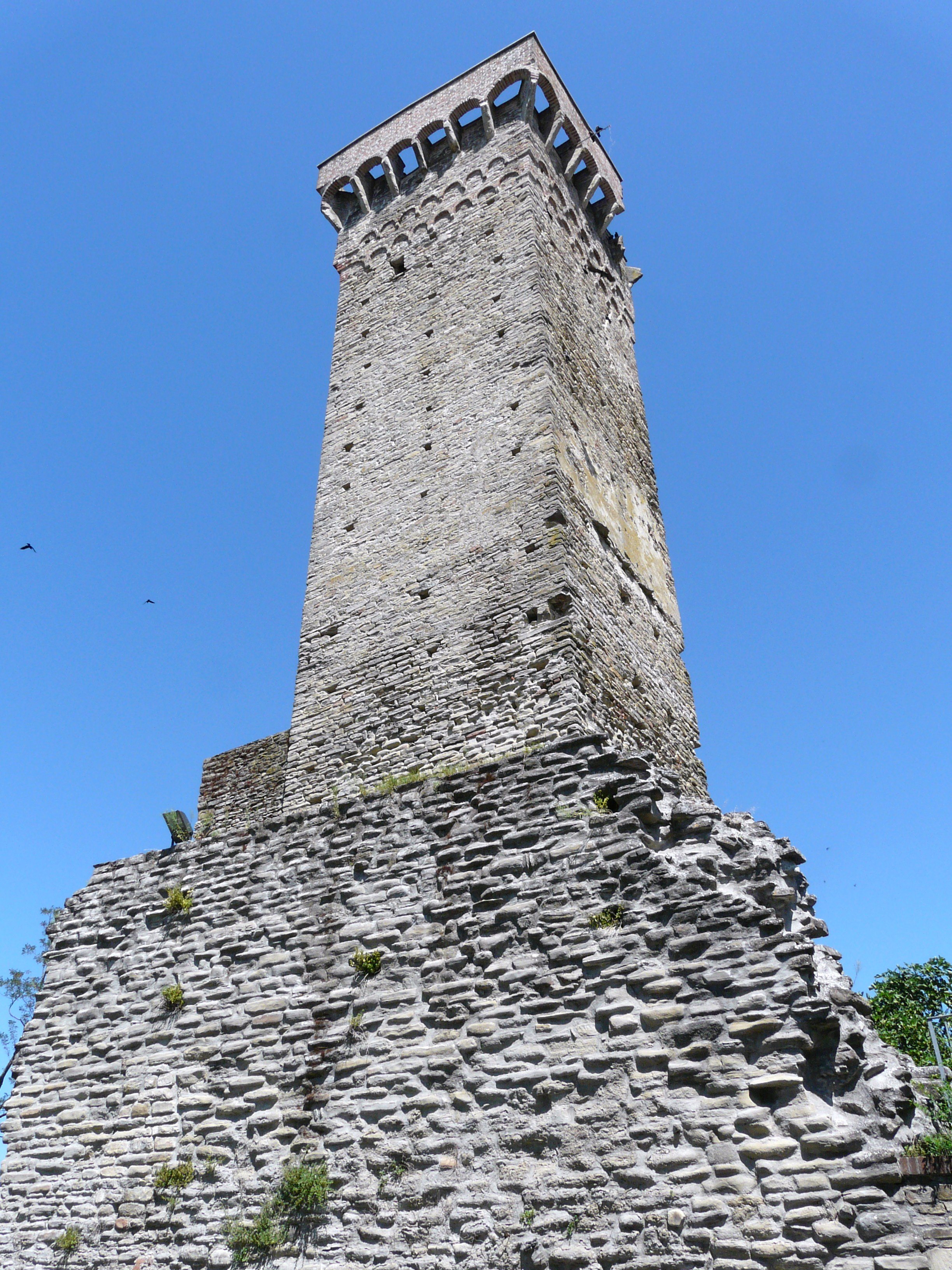
La torre e i ruderi del castello
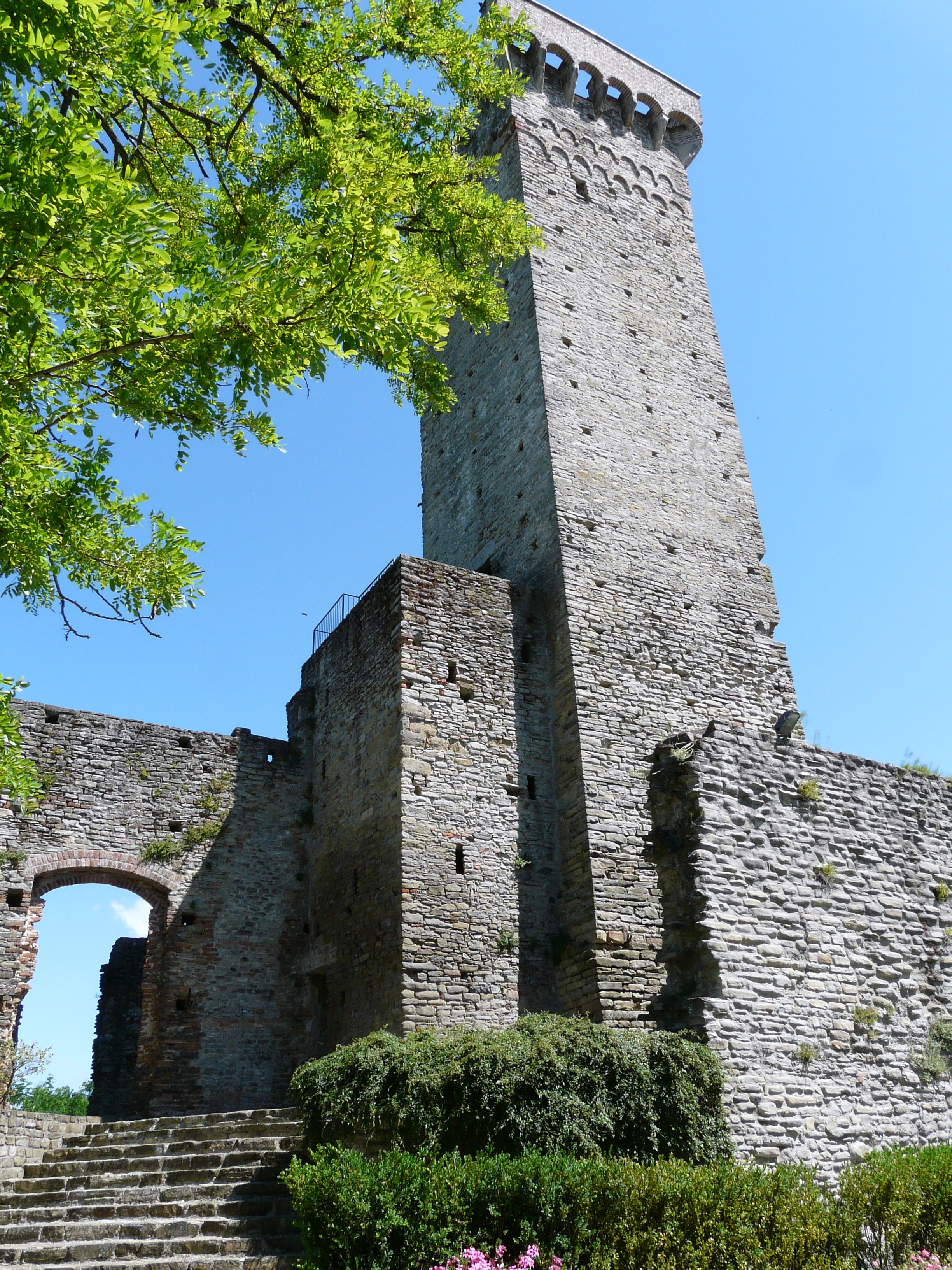
La torre e i ruderi del castello
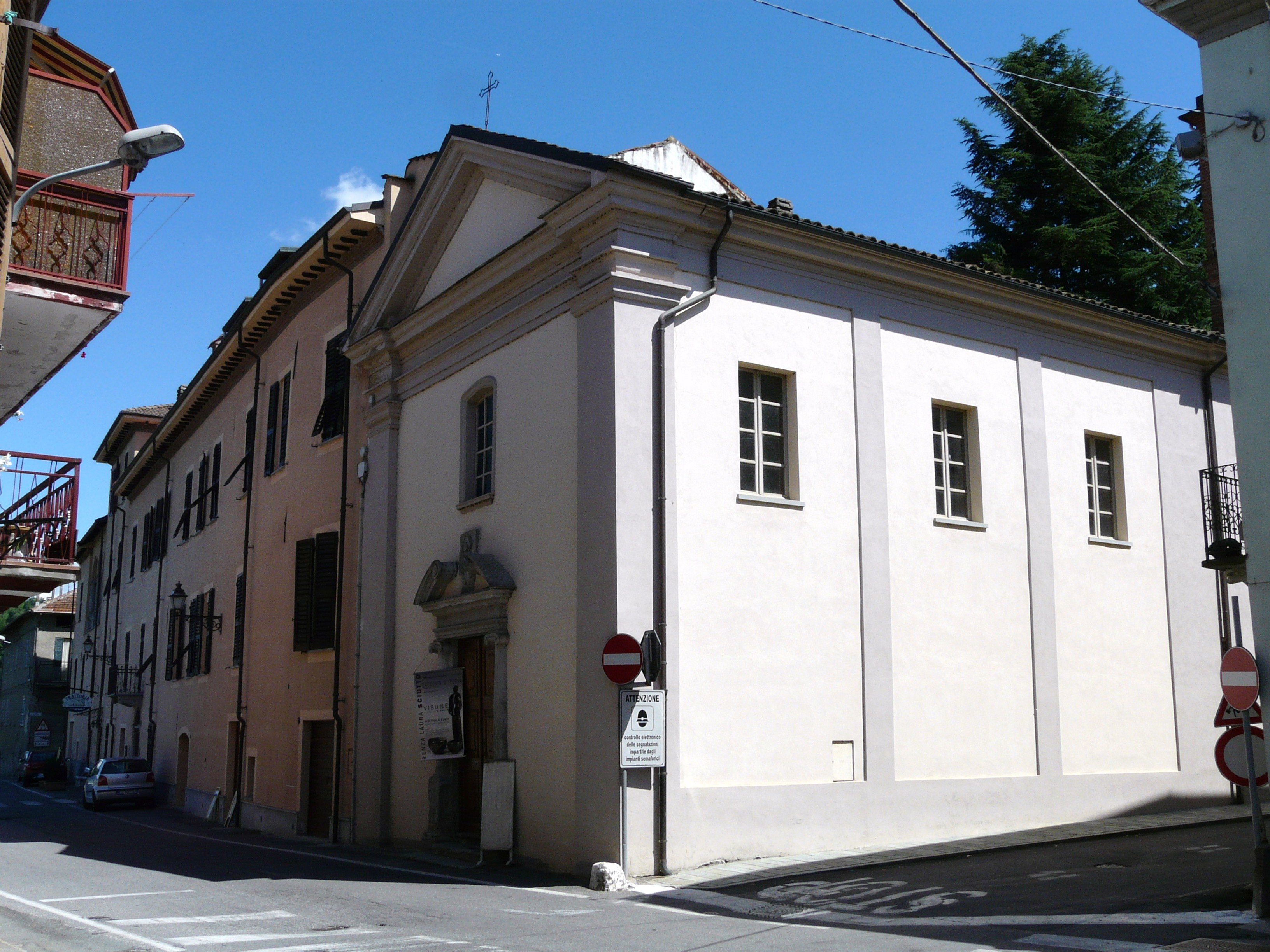
Oratorio di S. Rocco
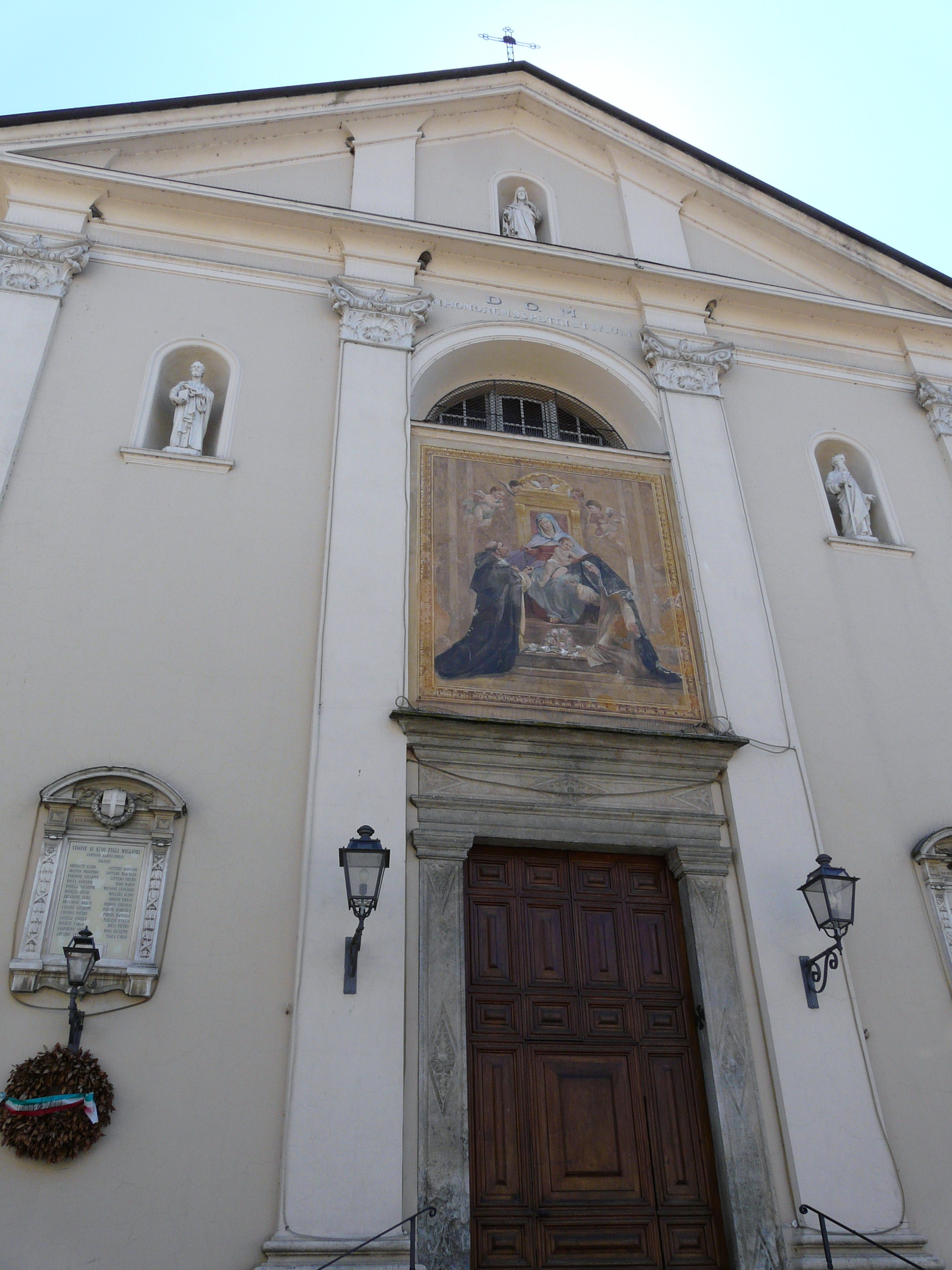
Chiesa parrocchiale dei SS. Pietro e Paolo